# David Rubinger
David Rubinger (29. června 1924, Vídeň – 2. března 2017, Jeruzalém) byl izraelský fotograf a fotoreportér narozený v Rakousku. Jeho slavná fotografie tří izraelských parašutistů po znovudobytí Zdi nářků se stala ikonickým obrazem šestidenní války. Šimon Peres nazval Rubingera „fotografem vznikajícího národa“.

## Životopis
Narodil se jako jediný syn do rodiny ve Vídni v Rakousku. Když byl na střední škole, nacistické Německo anektovalo Rakousko. Rubinger s pomocí organizace Alija mládeže uprchl přes Itálii do mandátní Palestiny a usadil se v kibucu v údolí Jordánu. Jeho otec uprchl do Anglie, ale jeho matka zemřela během holokaustu. Ve druhé světové válce sloužil u židovské brigády britské armády v severní Africe a Evropě. Na dovolené v Paříži mu francouzská přítelkyně dala jako dárek fotoaparát a on si po čase fotografování oblíbil. Jeho první profesionální fotka zobrazovala židovské mladíky, jak šplhají na britský tank a oslavují plán OSN na rozdělení Palestiny a vytvoření izraelského státu.
Po válce navštívil svého otce v Anglii a zjistil, že má v Německu další příbuzné. Tam se seznámil se svou sestřenicí Anni a její matkou, které přežily holocaust. Nabídl, že si ji vezme, aby zajistil její emigraci do Palestiny, ale účelové manželství trvalo více než 50 let, až do její smrti. Pár měl spolu dvě děti. Popsal své manželství jako „bouřlivé“ a ve své autobiografii Israel Through My Lens uvedl, že za ta léta měli četné aféry. Věrně se však o ni staral v posledních letech jejího života, když onemocněla rakovinou.
Po Anniině smrti se Rubinger ve věku 78 let setkal s jemenskou imigrantkou Zionou Spivakovou, se kterou měl vztah dva a půl roku, ačkoli se nikdy neoženili. Spivakovou zavraždil v jejím domě v roce 2004 její bývalý zahradník Mohammad Mahmoud Sabarna, Palestinec ze Západního břehu, který vstoupil do domu a požadoval, aby mu dala 25 000 šekelů, a když to odmítla, popadl nůž a ubodal ji. Rubinger zemřel 2. března 2017 ve věku 92 let.

## Fotografická kariéra

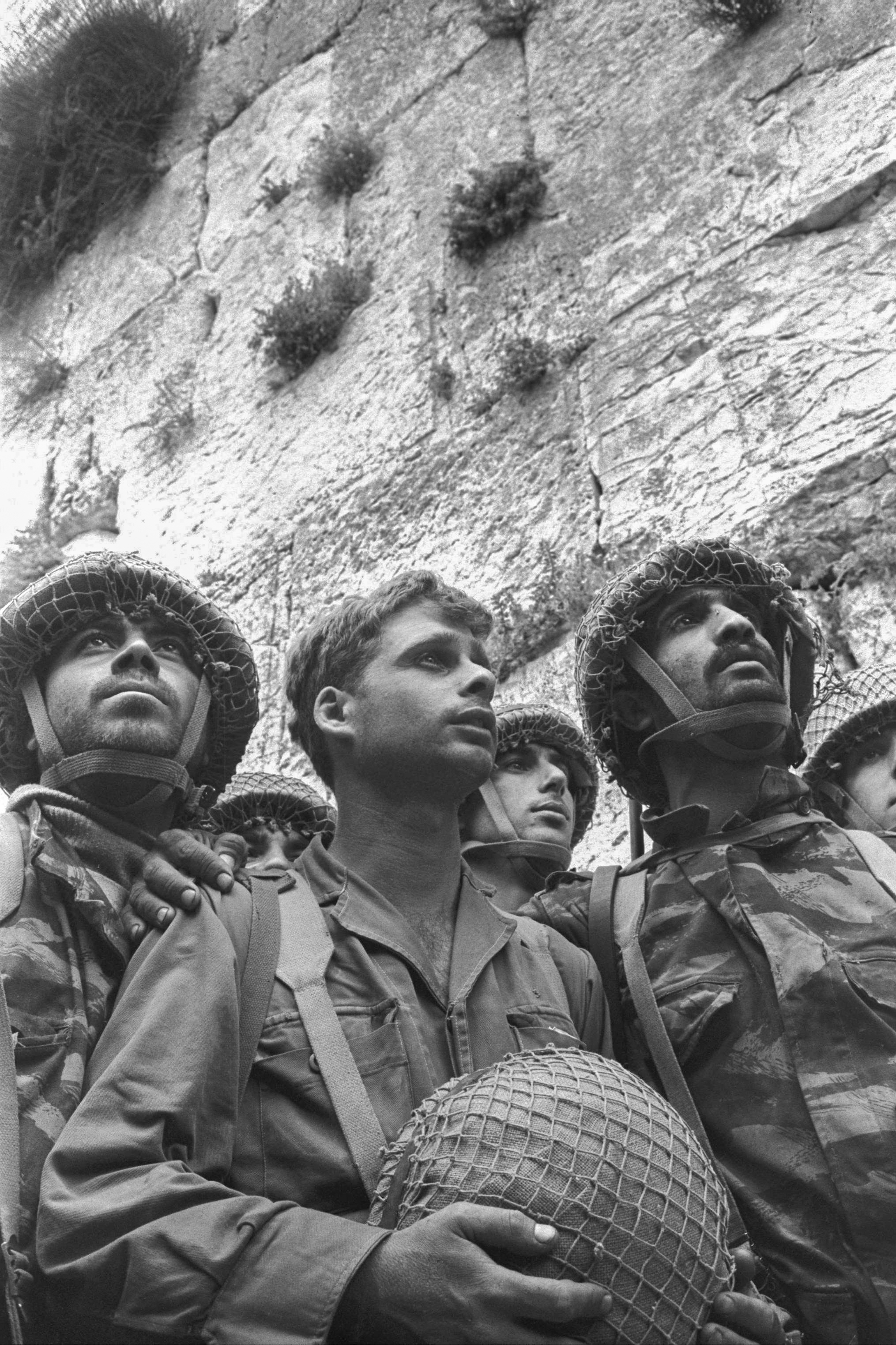
Výsadkáři u Zdi nářků

Po svém návratu do mandátní Palestiny v roce 1946 otevřel Rubinger vlastní fotografické studio v Jeruzalémě. Ale když mu Uri Avnery v roce 1951 nabídl místo v HaOlam HaZeh, začal se věnovat novinářské fotografii, kde pracoval dva roky. Poté přijal zaměstnání v Jedi'ot achronot, následně pak v The Jerusalem Post. Klíčový zlom nastal v roce 1954, kdy byl požádán, aby nafotografoval příběh pro Time – Life. Nakonec pro ně pracoval více než 50 let. Jeho první mezinárodně publikovaná fotografie pro ně byla jeptiška, která držela sadu zubních náhrad, které patřily pacientovi, který je upustil z okna katolické nemocnice přes demarkační linii na jordánské území. Jeptiška směla překročit hranice až po dlouhém vyjednávání. Jako hlavní fotograf Time – Life pro tento region Rubinger dokumentoval všechny izraelské války a dostal nebývalý přístup k vládním vůdcům: byl jediným fotografem, který měl přístup do jídelny Knessetu. S takovým přístupem a expozicí, která umožňuje subjektům ignorovat přítomnost fotografa, dokázal Rubinger pořídit nezapomenutelné fotografie, jak Golda Meiovár krmila svou vnučku, nebo například tiché chvíle mezi Jicchakem Rabinem a Leou Rabinovou.
Rubinger je autorem fotografii parašutistů u Západní zdi, krátce po jejím znovudobytí izraelskými silami v šestidenní válce. Při fotografování z podhledu jsou muži (zleva doprava) Zion Karasenti, Jicchak Jif'at a Chajim Ošri zarámovány proti zdi. Všichni tři jsou zarámovaní zády ke zdi, hledí do dálky a Yifat (uprostřed) drží helmu v ruce. Izraelský spisovatel Yossi Klein Halevi jej nazývá „nejoblíbenějším židovským fotografickým obrazem naší doby“.
Před pořízením fotografie byl Rubinger v Aríši na Sinajském poloostrově, když slyšel zprávy o tom, že se v Jeruzalémě stane něco velkého. Nastoupil do vrtulníku, který přepravoval zraněné vojáky do Beer Ševy, i když v té chvíli neznal jeho cíl. V Beer Ševě nasedl do svého auta a pokračoval v cestě, až v jednu chvíli se zeptal stopujícího vojáka u cesty, jestli by dál neřídil, protože Rubinger byl příliš ospalý. Dorazil do Starého města a rychlé se vydal ke Zdi. Prostor mezi Zdí a budovami byl velmi úzký, a tak musel pořizovat záběry vleže. Když kolem procházeli výsadkáři, udělal několik jejich fotografií z podhledu.
O dvacet minut později dorazil na scénu šéf vojenského rabinátu Šlomo Goren se šofarem a svitkem Tóry, načež byl zvednut na ramena vojáků. Byla to emotivní scéna a Rubinger ze všech upřednostňoval tuto fotografii, ačkoli jeho manželka Anni mu řekla, že „ta se třemi vojáky“ byla lepší.
V rámci své dohody s izraelskou armádou, která mu umožňovala přístup na frontu, předal negativy vládě, která je poskytla všem za pouhé 2 £. Fotografie se pak šířila pirátským způsobem. Ačkoliv tato faktická krádež svého díla Rubingera podráždila, masivní distribuce fotografie ho velmi proslavila.
Snímek vyvolal tak silné emoce, že se stal ikonou Izraele. Soudce izraelského nejvyššího soudu Misha'el Kheshin v roce 2001 prohlásil, že se fotografie „stala majetkem celého národa“.

## Ocenění a uznání
V roce 1982 získal Cenu Enriqua Kablina za životní projekt v oblasti fotografie. V roce 1997 získal David Rubinger Izraelskou cenu za komunikaci, první rok v této kategorii. (Spolu s ním cenu záskal zkušený televizní moderátor Haim Yavin). Byl prvním fotografem, který získal Cenu Izraele a také z důvodu, že samostatná kategorie fotografie byla zavedena až v roce 2000.
Dne 5. března 2017 vydal významný izraelský hebrejský deník Jedi'ot achronot, pro kterého Rubinger v minulosti pracoval, 21stránkovou speciální fotografickou barevnou přílohu vybraných fotografií dokumentující jeho životní kariéru. Pod titulkem „Muž, který tam byl,“ následující text zněl: „Neexistuje žádný izraelský vůdce, kterého by nezdokumentoval, ani historická událost, kde nebyl přítomen. David Rubinger, který zemřel minulý týden, je do značné míry fotografem našeho života zde v Izraeli.“

## Galerie

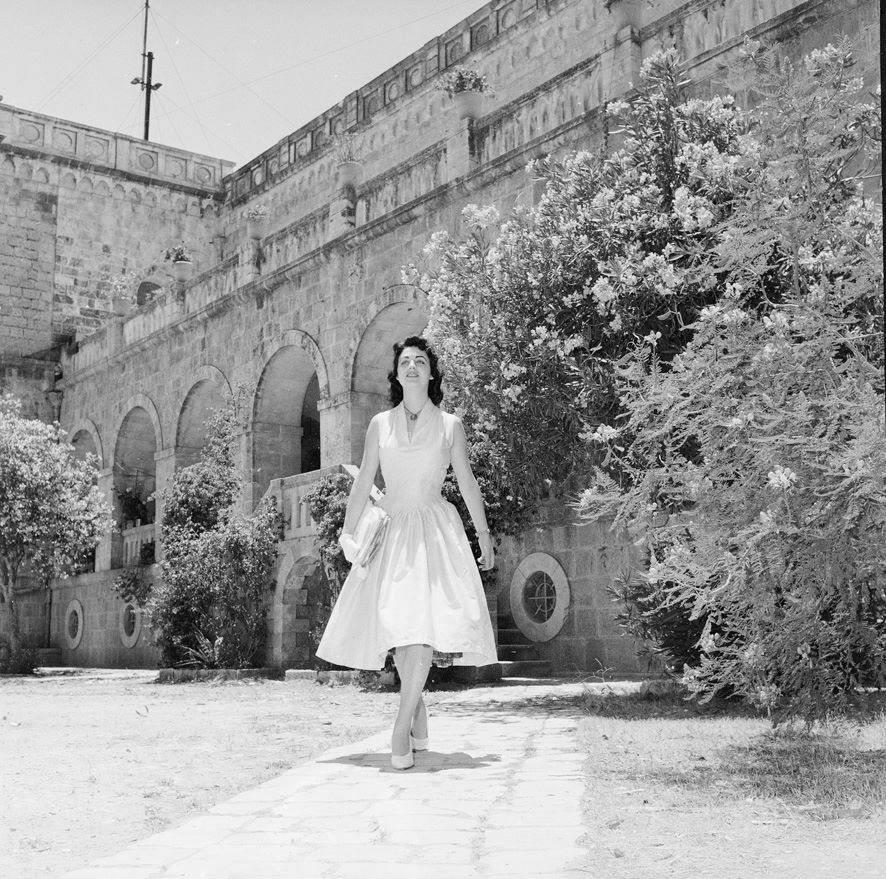
Miriam Hadar, Miss Israel 1958
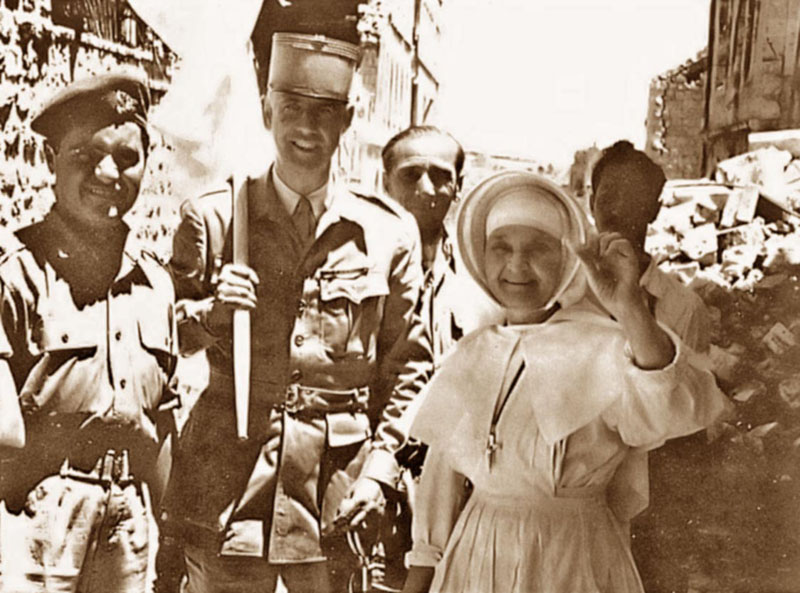
Jeptiška drží sadu zubních náhrad pacienta, který je upustil z okna katolické nemocnice přes demarkační linii na jordánské území. Jeptiška směla překročit hranice až po dlouhém vyjednávání. Autorova první mezinárodně publikovaná fotografie, 22. května 1956.
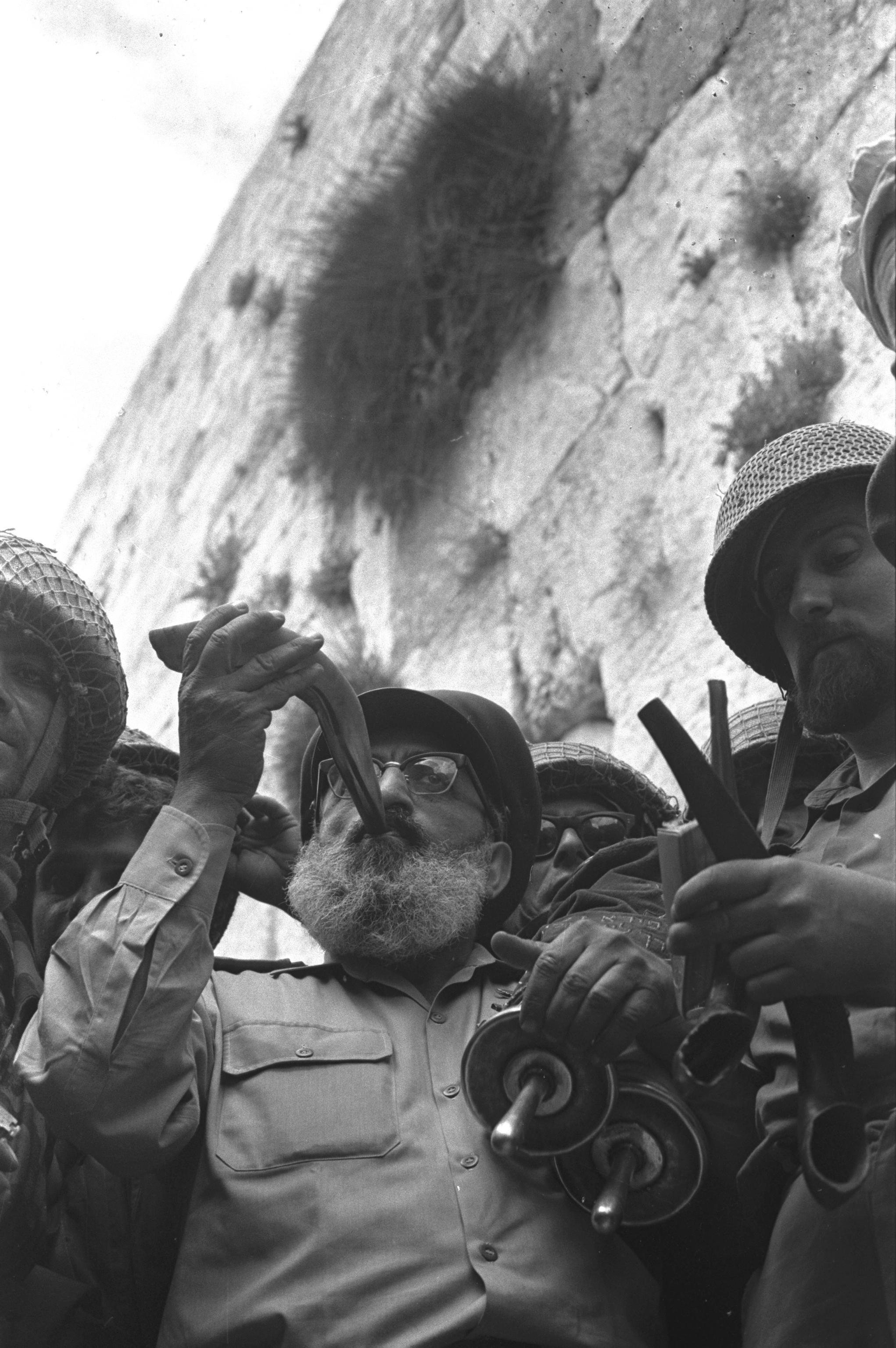
Šestidenní válka, šéf vojenského rabinátu Šlomo Goren se šofarem a svitkem Tóry u Zdi nářků chvíli před tím, než byl zvednut na ramena vojáků, červen 1967
Šestidenní válka. Izraelská vojska se valí do Rafy, červen 1967.